# 无锡市革命烈士陵园
31°35′25″N 120°15′16″E / 31.59022°N 120.25456°E
无锡市革命烈士陵园，位于中华人民共和国江苏省无锡市梁溪区惠钱路惠山北麓，是无锡当地最大的革命烈士陵园、无锡市文物保护单位。

## 特点
1953年，无锡市人民政府在惠山北侧光明村修建无锡市革命烈士墓。1983年，被列为第一批无锡市级文物保护单位。1985年，更名为无锡市革命烈士陵园。主体结构包括有大门广场、甬道、祭扫广场、烈士墓区、纪念碑亭及烈士事迹陈列馆等部分。
陵园中包括有巨型浮雕无锡地图，以及烈士群像雕塑、青铜火凤凰。纪念塔为陵园主题建筑，高18米，正面刻有“为国牺牲人民英雄纪念塔”。2007年12月，中共江苏省委宣传部公布其为江苏省爱国主义教育基地。

## 相关
- 锡南革命烈士陵园
- 锡西地区烈士陵园
- 马山革命烈士纪念碑

## 图库

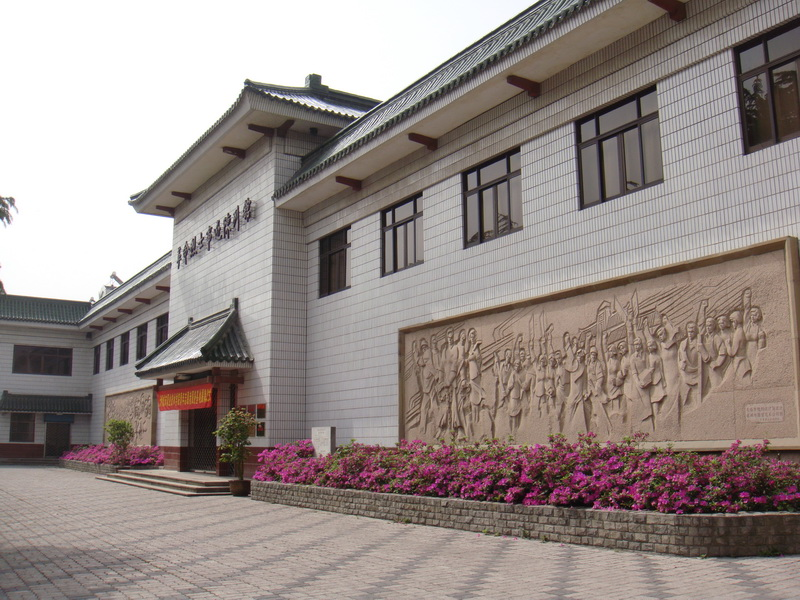
陈列馆大门
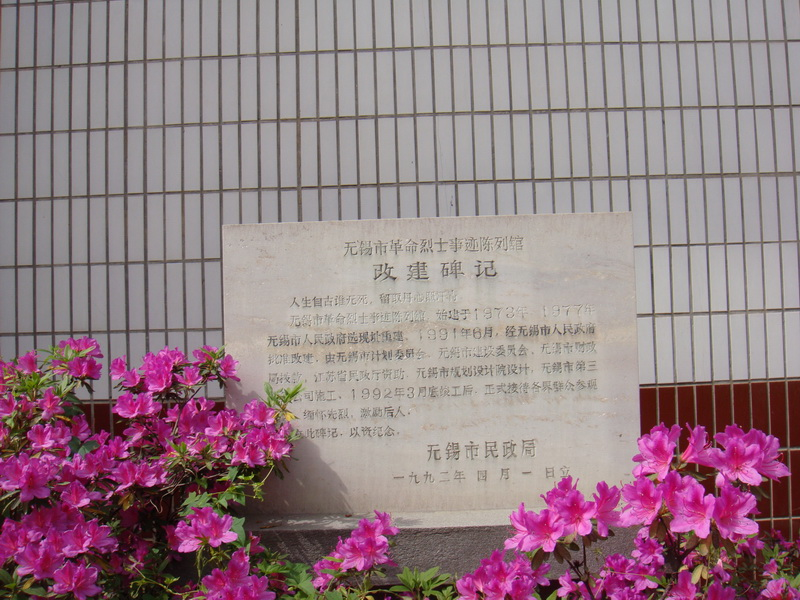
文保碑
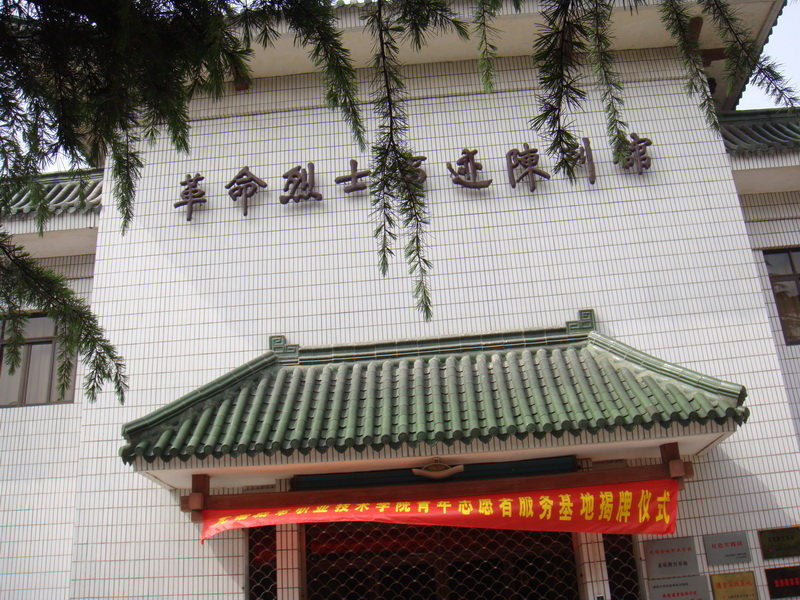
陈列馆标识
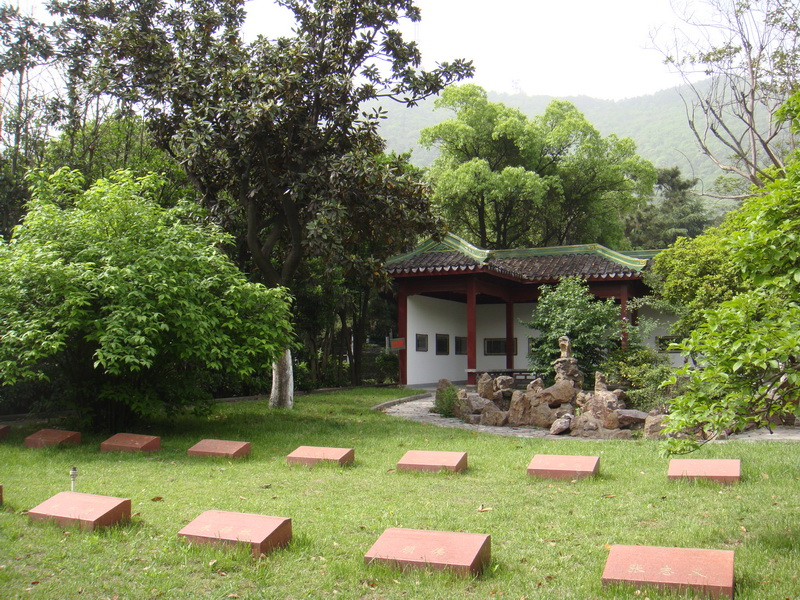
烈士墓
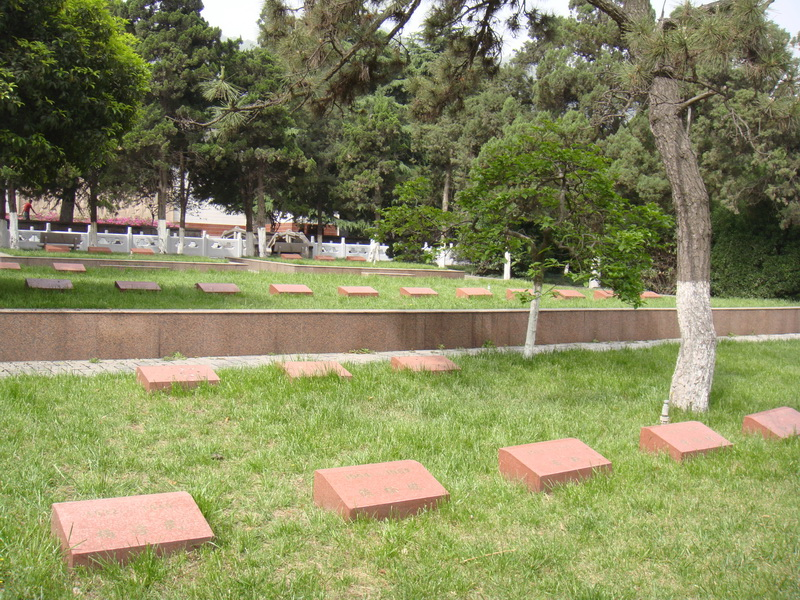
烈士墓
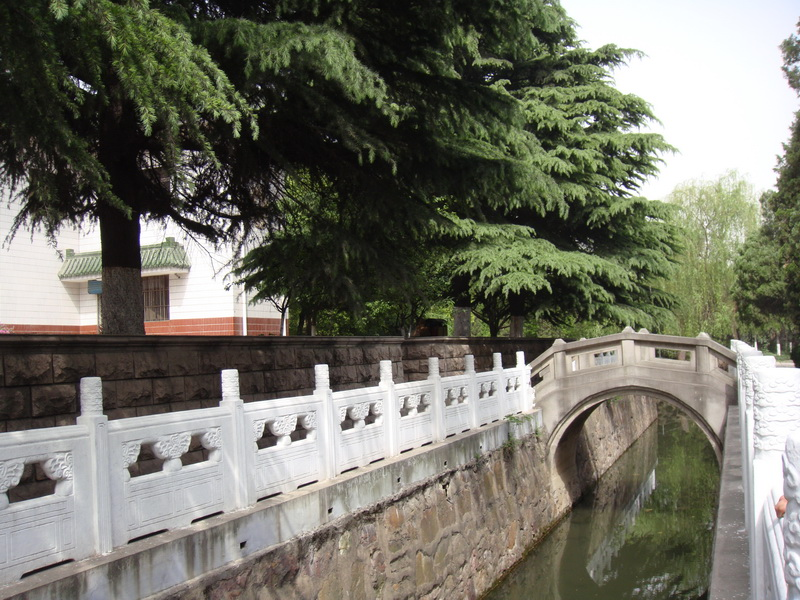
陵园的桥
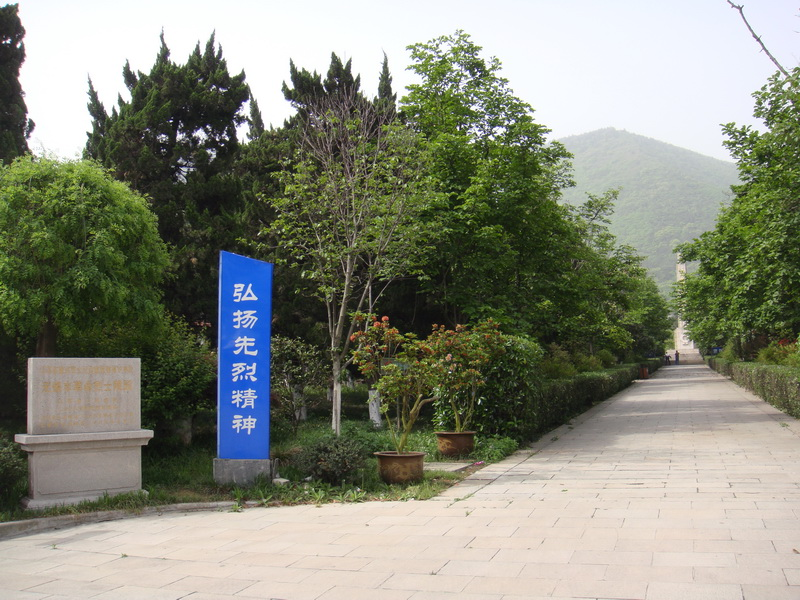
文保碑及大道